# Molophilus hilaris
Molophilus hilaris là một loài ruồi trong họ Limoniidae. Chúng phân bố ở miền Australasia.